# Droga krajowa nr 41 (Węgry)
Droga krajowa nr 41 (węg. 41-es főút) – droga krajowa w komitacie Szabolcs-Szatmár-Bereg we wschodnich Węgrzech. Długość wynosi 73 km. Łączy Nyíregyháza z granicą z Ukrainą.

## Ważniejsze miejscowości na trasie 41
- Nyíregyháza – skrzyżowanie z 4 i z 403
- Baktalórántháza
- Rohod – skrzyżowanie z drogą 49
- Vásárosnamény – most na Cisie
- przejście graniczne Beregsurány – Łużanka na granicy węgiersko-ukraińskiej – połączenie z ukraińską drogą M24[1]